# Raisa Michajlova
Raisa Pavlovna Michajlova (nacida el 17 de julio de 1937 en Moscú y fallecida en la misma ciudad el 12 de marzo de 2014) fue una jugadora de baloncesto rusa. Consiguió 8 medallas en competiciones oficiales con URSS.